# O livets Gud, vi tackar dig
O livets Gud, vi tackar dig är en psalm, skriven 1888 av Frederick Lucian Hosmer, översatt till svenska 1976 av Anders Frostenson. Musiken är skriven 1978 av Ingmar Milveden

## Publicerad i
- 1986 års psalmbok som nr 487 under rubriken "Alla själars dag".